# Anas acuta

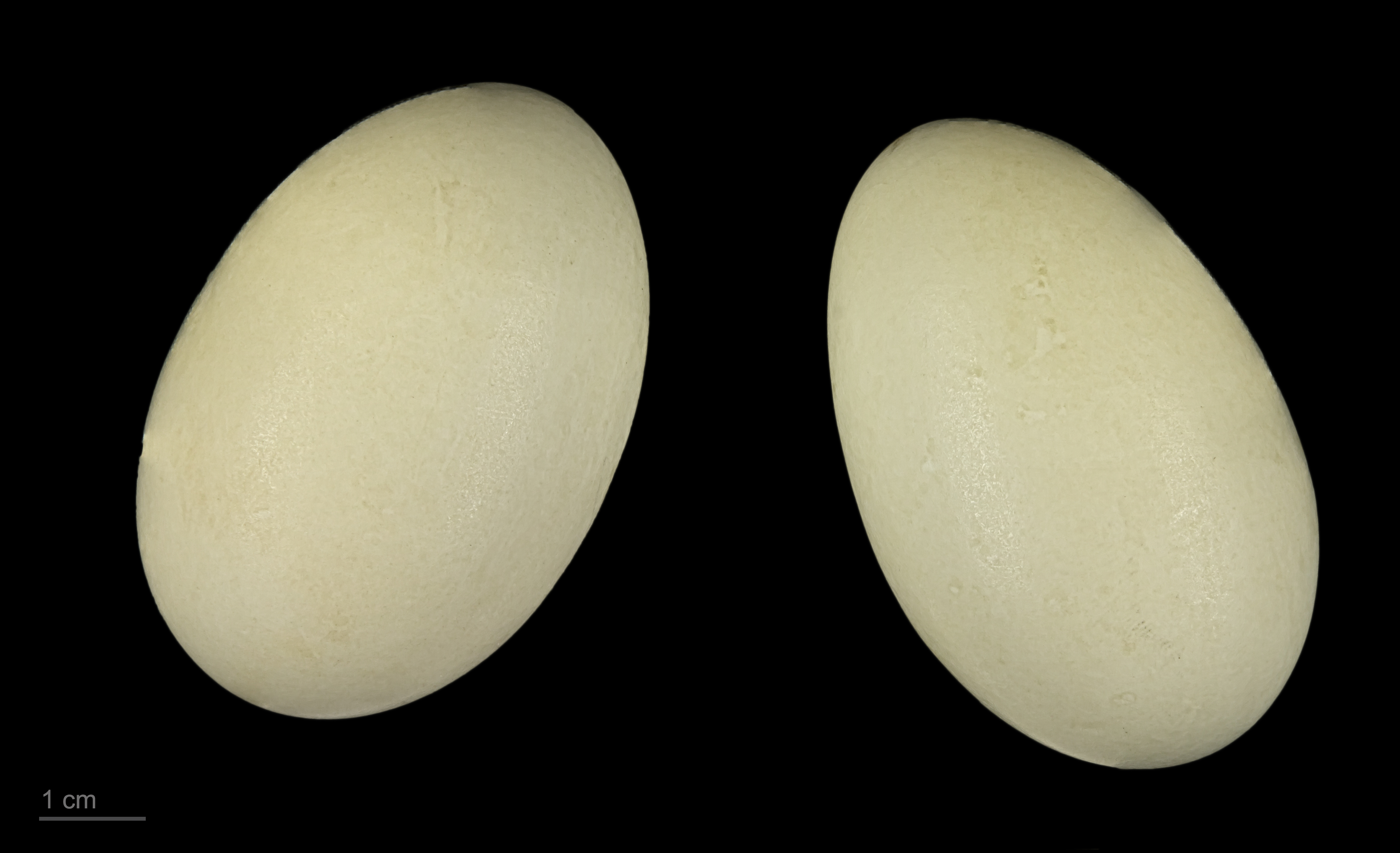
Uova di Anas acuta

Il codone comune (Anas acuta Linnaeus 1758) è un uccello della famiglia delle Anatidi.

## Descrizione
Il maschio durante il periodo riproduttivo è particolarmente riconoscibile: corpo grigio pallido, petto bianco che prosegue con una svirgolata su ogni lato del collo e testa marrone con riflessi ramati. Il dorso è grigio variegato fulvo, il ventre camoscio e nero, lunga coda aguzza composta da lunghe penne di color grigio e al centro in particolare da due penne verde scuro che possono raggiungere i 10 cm di lunghezza, che gli ha dato i suoi nomi inglesi (Pintail) e scientifici (acuta = aguzzo), lo specchio alare delle penne remiganti secondarie è verde scuro con riflessi bronzei orlato di arancione. Le femmine sono marroni variegate di nero con sfumature rossicce, la loro coda è meno aguzza. Il collo è lungo, il becco è grigio tendente al celeste. Al di fuori del periodo di riproduzione, il maschio somiglia alla femmina; sono anatre relativamente grandi ma snelle.

### Dimensioni e peso
Maschio adulto: da 58 cm a 75 cm di lunghezza; da 450 g a 1360 g di peso.
Femmina adulta: da 51 cm a 63 cm di lunghezza; da 450 g a 1135 g di peso.

## Habitat
Questo anatide predilige i grandi spazi aperti come estuari di fiumi, lagune, zone paludose e tundre; è attivo soprattutto la sera o di notte. È diffuso nel nord dell'Europa, nel nord dell'Asia, in gran parte del Canada, in Alaska e nella parte centrale degli Stati Uniti. Durante l'inverno, questa anatra migra verso sud per svernare in regioni più temperate, coprendo distanze enormi e spingendosi talvolta sino all'equatore.

## Riproduzione
Il corteggiamento del maschio comporta un caratteristico movimento della testa verso il collo accompagnato da un fischio sommesso; spesso si assiste a prosecuzioni aeree di una sola femmina con molti maschi: alla fine solo uno avrà diritto ad accoppiarsi. Il nido, costruito sulla terra ma senza essere troppo distante dall'acqua, è un bacino poco profondo, scavato nel suolo e bordato di piante. La femmina depone mediamente 7-10 uova, la cova dura 23 giorni. I pulcini raggiungeranno il loro sviluppo per poter volare in 46 - 47 giorni dopo la nascita e la famiglia rimarrà insieme fino a quando la madre non svilupperà il nuovo piumaggio e le ricresceranno le penne necessarie per volare, dopo di che lascerà la propria prole.

## Alimentazione
Si nutre prevalentemente di semi e piante acquatiche; durante il periodo di nidificazione, mangia anche insetti acquatici, molluschi e crostacei. Si ciba anche di cereali come grano, riso, frumento, orzo e avena che trova nelle campagne.

## Galleria d'immagini
- Anas acuta

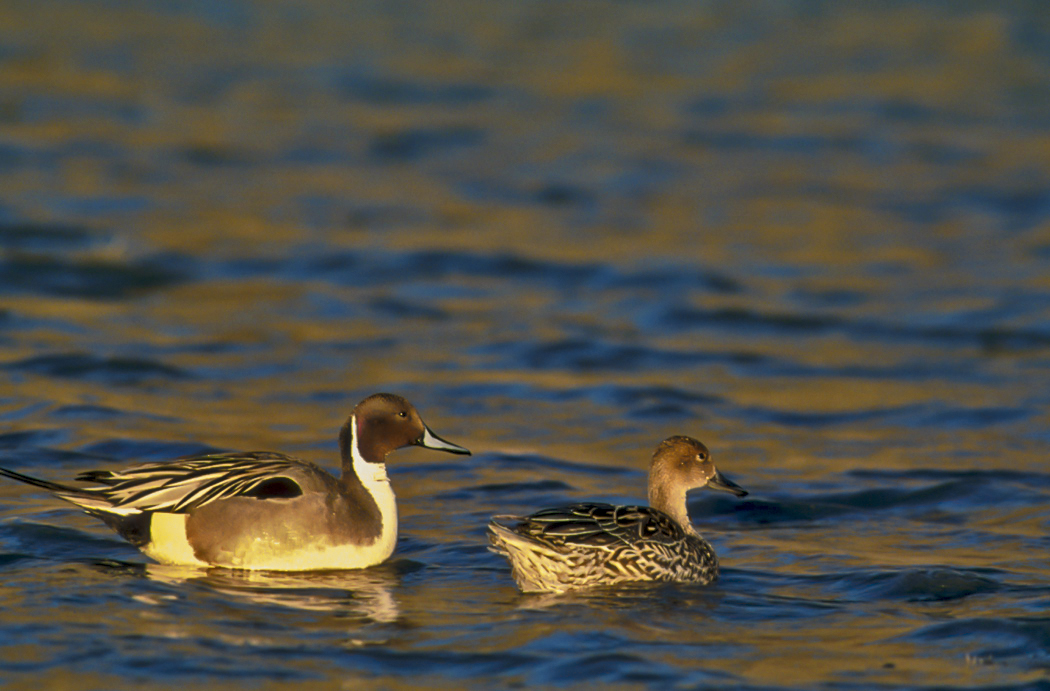
Maschio e femmina di Anas acuta
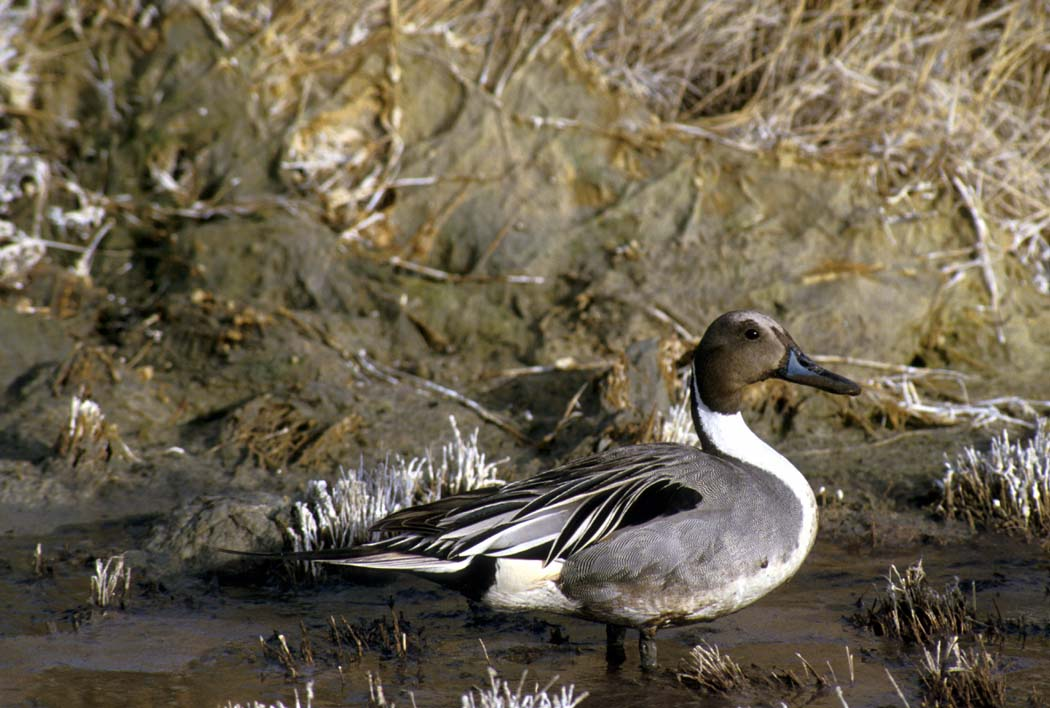
Maschio di Anas acuta